# Ragnar Götherström
Ragnar Leonard Götherström, född 28 oktober 1885 i Oskarshamn, död 10 maj 1972 i Danderyds församling, var en svensk brandtekniker.
Ragnar Götherström, som var son till förste lantmätaren Oskar Leonard Götherström, blev underlöjtnant vid kustartilleriet 1905, löjtnant 1907, kapten 1916 och kapten i reserven. Götherström var tygofficer vid Karlskrona örlogshamn och fästning 1914–1919. Från 1919 arbetade han helt med brandskydd, och var från samma år brandinspektör vid Försäkringsaktiebolaget Mälaren. 1920 blev han redaktör för Brandskyddsföreningens tidskrift Brandskydd, 1927 sekreterare i och chef för Brandskyddsföreningen och utövade under sin tid där ett betydande inflytande över utvecklingen av brandskyddet i Sverige. Särskilt beträffande det industriella brandskyddet kom Götherströms arbete som organisatör, föreläsare och skribent att spela en betydande roll. Bland hans skrifter märks Handledning i industriellt brandskydd (1941).
Han var ingift i ätten Lannerstierna.